# Leto štirih cesarjev
Leto štirih cesarjev je bilo leto 69, ko so v Rimskem cesarstvu zaporedoma vladali štirje cesarji: Galba, Oton, Vitelij in Vespazijan.
Samomoru cesarja Nerona je sledilo kratko obdobje državljanske vojne, prve po smrti Marka Antonija leta 30 pr. n. št.. Od junija 68 do decembra 69 so svoj vzpon in padec doživeli cesarji Galba, Oton in Vitelij, potem pa je na oblast prišel Vespazijan, prvi cesar iz Flavijske dinastije. 
Obdobje državljanske vojne je postalo simbol cikličnih političnih nemirov v zgodovini Rimskega cesarstva. Vojaška in politična anarhija, ki je nastala kot posledica vojne, je imela za cesarstvo resne posledice, na primer vstajo Batavcev. Upor Judov se je začel že nekaj let pred tem. 

## Prehajanje oblasti

### Z Nerona na Galbo
Leta 65 so v Pizonovi zaroti poskusili ponovno vzpostaviti republiko. Neuspelemu poskusu so sledile številne usmrtitve in v senatu je ostal samo Neron z nekaj političnimi zavezniki. Konec leta 67 ali na začetku leta 68 se je guverner Lugdunske Galije Gaj Julij Vindeks uprl Neronovi davčni politiki in poskušal Nerona zamenjati z guvernerjem Tarakonske Hispanije Servijem Sulpicijem Galbo. 
Vindeksov upor v Galiji je propadel. Rimske legije, ki so bile nastanjene na meji z Germanijo, so pod poveljstvom  Lucija Verginija Rufa napadle Vindeksa in ga porazile. Vindeks je po porazu naredil samomor, Galbo pa je rimski senat razglasil za državnega sovražnika. 
Junija leta 68 je prefekt pretorijanske garde Nimfidij Sabin v zaroti, v kateri je nameraval ustoličiti samega sebe, nahujskal del svojih čet, da so prešle z Neronove na Galbovo stran.  Neron je ostal brez podpore vojske in senat je izkoristil priložnost, da ga razglasi za državnega sovražnika. Neron je zatem pobegnil iz mesta in naredil samomor. Senat je za novega cesarja  razglasil Galba, ki je na čelu VII. legije Galbiana, kasnejše VII. legije Gemina,  slavnostno vkorakal v Rim.

### Z Galbe na Otona
Takšen obrat germanskim legijam ni dal nagrade zvestobo, ki so jo pričakovale, pač pa obtožbo, da so ovirale Galbov vzpon na prestol. Novi cesar je takoj odstavil njihovega poveljnika Rufa in za guvernerja Spodnje Germanije imenoval Avla Vitelija. Izguba zaupanja v lojalnost germanskih legij je imela za posledico tudi upor in  razpustitev cesarske batavijske garde. 
Galbova priljubljenost ni trajala dolgo. Na pohodu v Rim je ali uničil ali izjemno visoko oglobil vsa mesta, ki ga niso takoj priznala.  V Rimu je preklical vse Neronove reforme, vključno z  ugodnostmi za mnoge vplivne osebe. Podobno kot njegov predhodnik se je tudi Galba bal zarotnikov, zato je brez sojenja usmrtil mnogo senatorjev in vitezov. Nezadovoljna je bila tudi pretorijanska  straža. Po svojem varnem prihodu v Rim ji namreč ni hotel izplačati nagrad, ki jih je v njegovem imenu obljubil prefekt Nimfidij. Poleg tega na začetku civilnega leta 69 legije v Spodnji Germaniji Galbi niso hotele priseči zvestobe in poslušnosti in so naslednji dan za novega cesarja razglasile svojega guvernerja Vitelija.
Ko je Galba izvedel za izgubo renskih legij, ga je zagrabila panika. Za svojega naslednika je izbral mladega senatorja  Licinijana, s čemer je užalil mnogo meščanov, še najbolj vplivnega in častihlepnega Marka Salvija Otona, ki je cesarski položaj zahteval zase. Oton je podkupil nezadovoljno pretorijansko gardo in jo pridobil na svojo stran. Ko je Galba izvedel za državni udar, je odšel na rimske ulice in poskušal umiriti položaj. Njegov poskus se je pokazal kot popolnoma zgrešen in ni pritegnil nobenega pristaša. Kmalu zatem ga je garda v forumu ujela in ubila.

### Z Otona na Vitelija
Senat je Otona še istega dne z olajšanjem priznal za cesarja. Oton je bil častihlepen in lakomen, ne pa tudi nasilen in krut, zato so pričakovali, da bo dober cesar. Kmalu po prihodu na oblast so se začele težave, ker je Vitelij s svojimi germanskimi legijami krenil na pohod proti Italiji. 
Vitelij je imel za seboj najboljše legije v cesarstvu, med katerimi sta bili tudi  I. legija Germanica in XXI. legija Rapaks, sestavljeni iz veteranov germanskih vojn. Oton ni bil navdušen nad novo državljansko vojno, zato je k Viteliju poslal svoje pogajalce, ki so mu predlagali mir in Otonovo poroko z Vitelijevo hčerko. Za pogajanja je bilo prepozno, ker je bila polovica Vitelijeve vojske že v Italiji. Po nizu manjših zmag je bil Oton v bitki pri Bedriaku poražen. Po porazu ni pobegnil in poskušal znova napasti nasprotnika, ampak se je odločil, da prekine brezpravnost v cesarstvu in je naredil samomor. Naprestolu je bil malo več kot tri mesece.

### Z Vitelija na Vespazijana
Po Otonovem samomoru je senat za cesarje proglasil Vitelija. Novi cesar se je preselil v Rim, kjer je že na začetku naletel na težave. Mesto mu ni zaupalo in imelo za slabo znamenje njegovo odločitev, da bo službo Pontifexa maximusa nastopil na obletnico bitke pri Aliji leta 390 pr. n. št., v kateri so Rimljane prepričljivo premagali Gali. 
Dogodki so dozdevno potrdili njihov dvom. Ko je Vitelij trdno zavaroval svoj položaj, se je posvetil zabavam (Svetonij pravi, da je imel po tri na dan), pojedinam in slavnostnim paradam, zaradi katerih je državna blagajna skoraj bankrotirala. Dolgovi so hitro rasli in posojevalci denarja so začeli zahtevati vračilo dolgov. Vitelij je zato ukazal mučenje in usmrtitev vseh tistih, ki so si drznili zahtevati vračilo denarja. Poleg njiih je začel preganjati in ubijati tudi vse možne tekmece.
Medtem so legije v Egiptu, Judeji in Siriji za cesarja razglasile Vespazijana. Vespazijan je bil v Judeji na Neronov ukaz z nalogo, da zatre velik judovski upor leta 67. Ko je dobil podporo guvernerja Sirije Gaja Licinija Mukijana, so judejske in sirijske legije pod Mukijanovim poveljstvom odkorakale proti Rimu. Vespazijan sam je odplul v Aleksandrijo, kjer so ga 1. julija 69 razglasili za cesarja. Z imenovanjem je dobil nadzor nad izvozom egiptovskega žita, ki je bil za Rim življenjskega pomena. Njegov sin Tit je ostal v Judeji in se še naprej spopadal z upornimi Judi. Še preden so vzhodne legije dosegle Rim, so Vespazijana priznale tudi donavske legije iz Retije in Mezije in pod poveljstvom Marka Antonija Prima napadle Italijo. Oktobra 69 je Primova vojska zmlela Vitelijevo vojsko v drugi bitki pri Bedriaku. 
Obkrožen s sovražniki je Vitelij še zadnjič poskušal s podkupovanjem in obljubami dobiti Rim na svojo stran. V svojo vojsko je poskušal na silo vključiti nekatera zavezniška plemena, med njimi tudi Batavijce, vendar mu to ni uspelo. Donavska armada je bila že blizu Rima in Vitelij je poskusil pridobiti nekaj časa z mirovnimi pogajanji. Njegovi odposlanci so se že naslednji vrnili dan s sporočilom, da je nasprotnik pred rimskimi mestnimi vrati. Vitelij se je skril in se začel pripravljati na beg. Med zadnjim obiskom svoje palače so ga Vespazijanovi možje ujeli in ubili. Senat je že naslednji dan za cesarja razglasil Vespazijana.

## Posledice
Vespazijan po Vitelijevi smrti in prevzemu oblasti ni naletel na noben odpor. Ustanovil je stabilno Flavijsko dinastijo, ki je zamenjala julijsko-klavdijsko dinastijio. Umrl je naravne smrti v 79 letu starosti in tik pred smrtjo izgovoril slavne besede: "Væ, puto deus fio" - "Gorje, mislim, da postajam bog".